# Santa Cruz Balanyá
Santa Cruz Balanyá è un comune del Guatemala facente parte del dipartimento di Chimaltenango.